# Бухуш
Бухуш (на румънски: Buhuși) е град в окръг Бакъу, североизточна Румъния. Населението му е 14 562 души (по данни от преброяването от 2011 г.).
Разположен е на 252 m надморска височина в Молдовските възвишения, на 21 km северозападно от град Бакъу и на 82 km югзападно от Яш. Селището е известно от XV век, като по това време в близост до него Стефан Велики основава голям манастир. През XX век в града е изградена голяма текстилна фабрика.